# Heimsbrunn
Heimsbrunn település Franciaországban, Haut-Rhin megyében. Lakosainak száma 1325 fő (2022. január 1.). Heimsbrunn Reiningue, Burnhaupt-le-Bas, Balschwiller, Galfingue, Hochstatt, Morschwiller-le-Bas, Schweighouse-Thann és Bernwiller községekkel határos.

## Népesség
A település népességének változása:
| Lakosok száma | 1352 | 1302 | 1362 | 1325 | 1337 | 1327 | 1333 | 1336 | 1325 |
|               | 2013 | 2015 | 2016 | 2017 | 2018 | 2019 | 2020 | 2021 | 2022 |